# Lietuvių enciklopedija

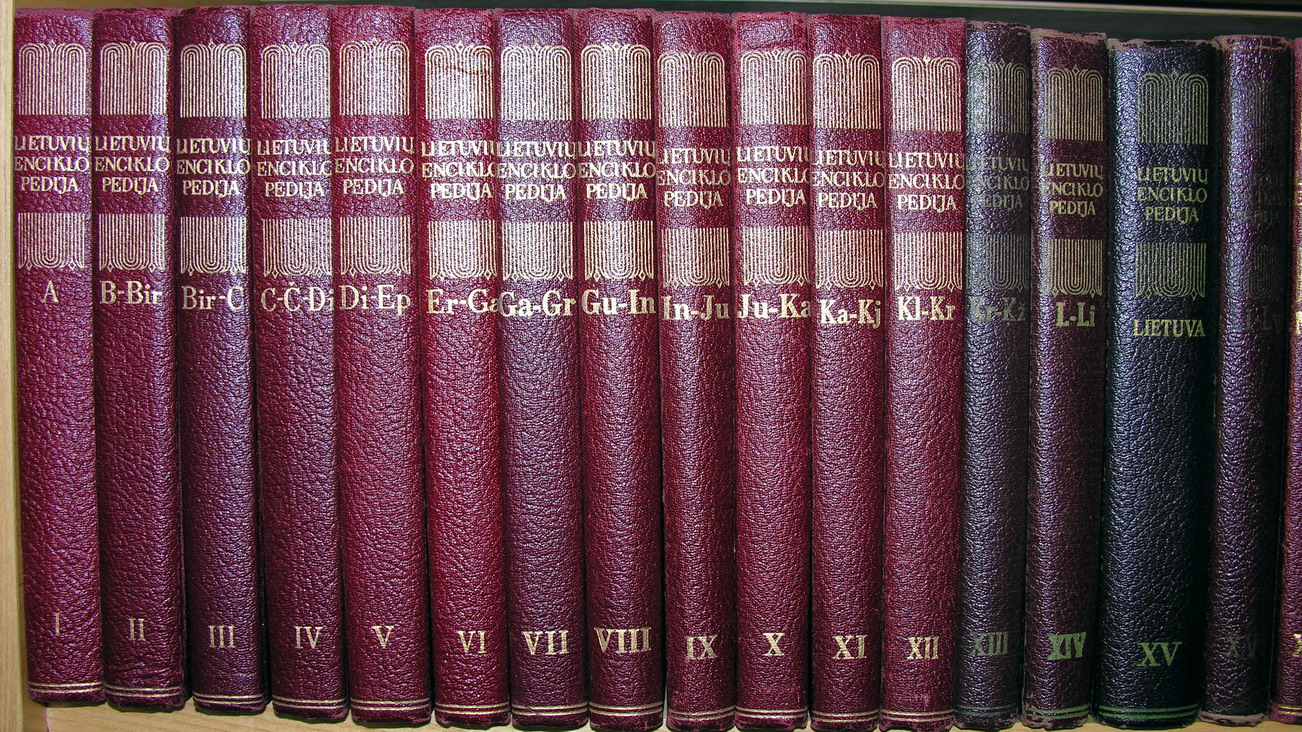
Tomos I-XVI de la Lietuvių enciklopedija. El tomo XV, a la derecha, consta únicamente de la entrada Lietuva (Lituania).

La Lietuvių enciklopedija (también conocida como LE o Bostono enciklopedija) es una enciclopedia general en idioma lituano de 37 tomos, que presenta temas relacionados con Lituania.

## Historia
La predecesora de la Lietuvių enciklopedija fue la Lietuviškoji enciklopedija, cuyo primer tomo 1931-1933 fue publicado por la editorial Spaudos fondas. El redactor fue Vaclovas Biržiška. Hasta 1944, aparecieron 10 tomos de la enciclopedia, hasta la letra J.
Entre 1953-1966, se continuó con el trabajo en Boston (Massachusetts) por parte de emigrantes lituanos. A los 35 tomos publicados hasta 1966 siguieron en 1969 y 1987 dos tomos más, que constaban de adiciones y suplementos. El director y propietario de la editorial "Lietuvių enciklopedija" fue Juozas Kapočius, que contaba con un equipo de más de 80 redactores, colaboradores y ayudantes.
Tras la finalización de la Lietuvių enciklopedija, se comenzó a trabajar en la enciclopedia en lengua inglesa Encyclopedia Lituanica.
- Datos: Q1824364